# Yli-Kaitajärvi
Yli-Kaitajärvi och Ala-Kaitajärvi, eller Kaitajärvet är sjöar i Finland. De ligger i kommunen Pello i landskapet Lappland, i den norra delen av landet, 700 km norr om huvudstaden Helsingfors. Kaitajärvet ligger 156,9 meter över havet. Arean är 10,7 hektar och strandlinjen är 1,33 kilometer lång. Sjön  ingår i Torne älvs huvudavrinningsområde. 